# Josef Bürckel
Josef Bürckel (Lingenfeld, 30 maart 1895 – Neustadt an der Weinstraße, 28 september 1944) was een nationaalsocialistische gouwleider en bureaucraat in hoge politieke functies. Hij was ook een Obergruppenführer in de Schutzstaffel, Sturmabteilung en in de Nationalsozialistisches Kraftfahrkorps. Hij was eveneens parlementslid voor de NSDAP in de Rijksdag.
In 1939 initieerde Bürckel de massadeportaties van de Weense Joden. In oktober 1940 organiseerde hij samen met de Badense gouwleider Robert Wagner de deportatie van de overgebleven Joden uit de gouw Baden en de gouw Saarpfalz in de Wagner-Bürckel-actie. En in november 1940 organiseerde hij de deportatie van 60.000 Joden uit Lotharingen.

## Leven

### Familie en scholing
Bürckel werd als jongste van vier kinderen in het zuiden van de Pfalz geboren. Zijn vader was meesterbakker Michael Bürckel, en zijn moeder heette Magdalena. Na de basisschool in Lingenfeld, ging Bürckel naar de Realschule in Karlsruhe. Van 1909 tot 1914 volgde hij een onderwijzersopleiding in Speyer.
Op 11 juli 1920 trouwde Bürckel met Hilda Spies uit Landau. Het echtpaar kreeg twee zonen; Josef Arthur (22 augustus 1921) en Hermann Jakob (10 maart 1925). Over het verdere familieleven van de Bürckels is niets bekend.

### Eerste Wereldoorlog
Als vrijwilliger nam hij van 1914 tot 1916 aan de Eerste Wereldoorlog deel. Hij trad in dienst van het Königlich Bayerisches 12. Feldartillerie-Regiment. Vanaf 1 januari 1915 was hij geplaatst bij het Königlich Bayerisches 20. Feldartillerie-Regiment. Na de oorlog voltooide hij zijn opleiding en werkte in de jaren '20 als onderwijzer in Rodalben en in Mußbach bij Neustadt.

### Politieke werkzaamheden
In 1921 werd Bürckel lid van de NSDAP. Vanaf 1923 nam hij in de Palts deel aan acties tegen een  anti-Duitse, separatistische beweging. Op 12 februari 1924 zou hij in de achtergrond aan een aanval op het districtskantoor te Pirmasens deelgenomen hebben. In 1925 trad hij opnieuw toe tot de eerder verboden NSDAP. Vanaf 1940 tot zijn dood was hij bovendien leider van de landelijke Duitse Volksgemeenschap in Lotharingen (D.V.G.), een van de NSDAP-zusterorganisaties in het bezette Lotharingen.

### Partijfunctionaris

#### Westmark
Vanaf 1926 was Bürckel Gauleiter (gouwleider) van de Pfalz. Op 3 mei 1933 werd hij bovendien waarnemend gouwleider voor het Saargebied. Deze benoeming gebeurde twee jaar voor het referendum van 13 januari 1935, wat over de toekomst van het Saargebied ging. Het referendum resulteerde in Wiederanschluss van het Saargebied bij het Duitse rijk. Bürckel was echter slechts een korte tijd officieel gouwleider, omdat de verantwoordelijke regeringscommissie op 31 maart 1933 de partijen in het Saarland zelfstandig had verklaard en deze dus formeel van hun zusterorganisaties in het Duitse Rijk losgekoppeld waren. Daarop zette Bürckel Alois Spaniol als stroman in, maar deze kwam  in conflict met zijn niet-officiële meerdere. In 1935 lukte het Bürckel daarvoor Jakob Pirro in te zetten.
In 1935 werden de gouwen Saarland en Rhein-Pfalz tot de gouw Saarpfalz samengevoegd, die weer werd uitgebreid door een CdZ-gebied (Chef der Zivilverwaltung) Lotharingen tot het gebied toe te voegen en zo rijksgouw Westmark te vormen. In 1935 en 1936 was Bürckel „Reichskommissar für die Rückgliederung des Saargebiets“ (rijkscommissaris voor de herinlijving van het Saargebied). Daarmee bekleedde hij een ambt, dat overeen kwam met de positie van een Reichsstatthalter (rijksstadhouder). Bürckel oefende het ambt van gouwleider tot zijn dood in 1944 uit. Van 1935 tot zijn dood, verbleef hij in de kasteelachtige villa Böhm in Neustadt, een ontwerp van de Joodse architect Ludwig Levy. In het gemeentegebied van het in de Noord-Palts gelegen Stauf, liet Bürckel het jachthuis Lassmichinruh bouwen, waarin hij vaak zijn vrije tijd met partijvrienden doorbracht.
Bürckel werd beschouwd als een volgeling van de meer socialistische lijn Gregor Strasser, en kwam met de Paltser afgevaardigde Ludwig Schickert in conflict.

### Ostmark
Op 13 maart 1938 kreeg Bürckel de opdracht, om de sinds 1933 in Oostenrijk verboden NSDAP te reorganiseren en het referendum na de annexatie van Oostenrijk voor te bereiden, dat op 10 april 1938 plaatsvond. Na de stemming, werd hij nog hetzelfde jaar „Reichskommissar für die Wiedervereinigung Österreichs mit dem Reich“ (vrije vertaling: rijkscommissaris voor de hereniging van Oostenrijk met het Duitse Rijk). Tevens was hij vertegenwoordiger voor de Gleichschaltung (gelijkschakeling) van Oostenrijk.

### Andere functies
Sinds 1936 was Bürckel SA-Obergruppenführer en sinds 1937 ook SS-Gruppenführer. Op 30 januari 1942 werd hij tot SS-Obergruppenführer bevorderd. Hij was ook NSKK-Obergruppenführer in het Nationalsozialistisches Kraftfahrkorps. Na de wapenstilstand van 22 juni 1940 was hij chef van het civiel bestuur in Lotharingen, dat hij in de gouw Westmark wilde invoegen. Vanaf 11 maart 1941 droeg hij de titel van Reichsstatthalter in der Westmark (rijksstadhouder van de Westmark). Vanaf 1930 tot zijn dood in 1944 was Bürckel parlementslid voor de NSDAP in de Rijksdag.

### Deportaties
Op 20 augustus 1938 richtte Bürckel de Zentralstelle für jüdische Auswanderung in Wien (centraal bureau voor Joodse emigratie in Wenen) op en ondersteunde de leider van het centraal bureau Adolf Eichmann met de uitvoering van de eerste massatransporten van Weense Joden naar Nisko, in Polen. Volgens het Nisko-Plan startten de eerste deportaties eind oktober 1939 en waren „Test-serie van een laboratorium. […] elke poging wordt genoteerd […] dit is onderzoekswerk, wetenschappelijk bestudeerde Endlösung“. In november 1939 dringt Bürckel bij Himmler aan op verdere transporten, maar deze werden niet door de NS-Rijksleiding goedgekeurd. Deze transporten werden door Jonny Moser als het begin van de Holocaust beschreven. Van de meer dan 5.000 gedeporteerde Weense Joden, keerden er na 1945 nog maar 500 naar Wenen terug. Tegen de achtergrond van deze eerste deportaties organiseerde Bürckel in Lotharingen de deportaties van de Franse families die zich daar na 1918 hadden gevestigd en de reeds lang gevestigde vrienden van de Fransen naar het binnenland van Frankrijk. Op 22 oktober 1940 werden gezamenlijk met Robert Wagner meer dan 6.000 Joden uit Baden en de Saarpfalz gedeporteerd naar de concentratiekampen tijdens de actie Wagner-Bürckel. Deze lagen in het onbezette Vichy-Frankrijk, zoals het kamp van Gurs. Van de gedeporteerden kwamen velen in de eerste paar weken als gevolg van honger, kou en vochtigheid om. De meeste overlevenden werden vanaf 1942 in de vernietigingskampen vermoord.

### Deelname aan de moord op Von Sponeck
Op 23 juli 1944 werd op bevel van Himmler in de militaire gevangenis Fort Germersheim de geïnterneerde Generalleutnant Hans von Sponeck door de SS geëxecuteerd. Kort daarvoor werd Himmler door Bürckel op de gevangene Sponeck geattendeerd. In 1941 had Sponeck zonder overleg zijn legerkorps bevolen, zich uit de Krim terug te trekken, en werd daarvoor wegens „fahrlässigen Ungehorsams im Felde“ (nalatige ongehoorzaamheid te velde) ter dood veroordeeld. Het oordeel was in 1942 door Adolf Hitler omgezet in zes jaren gevangenisstraf.

### Overlijden en begraafplaats
Op 28 september 1944 stierf Bürckel een natuurlijke dood. Dokter Richard Siebeck, toentertijd hoofd van de Universiteit Heidelberg, diagnosticeerde op 27 september 1944 tegen 23.00 uur: toxische collaps, dysenterie en slechte algehele toestand. De doodsoorzaak enkele uren later was een hartstilstand.
Vijf dagen na de dood van Bürckel, onderscheidde Hitler hem met de Duitse Orde, de hoogste onderscheiding van de NSDAP.
In 1947 werd zijn nazi-eregraf geruimd, maar op de plek waar Bürckel werd herbegraven, werd een grafmonument met vijf afgeknotte piramides, verbonden door een horizontale stenen balk met opschrift, opgericht. In 2008 oordeelde een monumentencommissie te Mainz, dat dit monument van historisch belang was en behouden moest blijven. De nabestaanden van Bürckel stemden, toen het graf geruimd werd, in met verwijdering van het gedenkteken. Op grond van de beschikking uit 2008 werd het monument echter herplaatst. Dit leidde tot een hevig publiek schandaal. Op 22 oktober 2016, op de 76e jaardag van de Jodendeportaties vanuit de Palts, werd het monument van Bürckel met een wit doek omhuld, en werd daaroverheen een rood lint aangebracht, waarop de namen van de 58 uit Neustadt gedeporteerde joden stonden vermeld. Dit gebeurde, aldus de organisatie achter de in die stad staande gedenkplaats voor de slachtoffers van het nazisme, om de naam van een duizendvoudige moordenaar symbolisch uit te wissen en zijn slachtoffers hun namen terug te geven.
(de) Keil, Albert H., Das Bürckel-Denkmal in Neustadt an der Weinstraße: ein „Schandmal“ *). Verlag PfalzMundArt (2016). Gearchiveerd op 28 januari 2021. Geraadpleegd op 27 november 2019. “Ik schaam me ervoor dat mijn geboortestad een Bürckel-monument onderhoudt, en daarmee als enige stad in Duitsland het mogelijk maakt een nazi-misdadiger te huldigen.” 

### Trivia
Bürckel stond bekend als een groot liefhebber van alcoholische dranken. Hij had in zijn tijd als Gauleiter  daarom de spottende bijnaam Bierleiter verkregen. Zie voor een artistieke verwerking van dit feit, in een in een kerk hangend schilderij, ook: Bad Dürkheim (stad).

## Carrière
Bürckel bekleedde verschillende rangen in zowel de Sturmabteilung als Allgemeine-SS. De volgende tabel laat zien dat de bevorderingen niet synchroon liepen.
| Datum             | Beiers leger                             | Sturmabteilung       | NSKK                   | Allgemeine-SS        | NSDAP               |
| ----------------- | ---------------------------------------- | -------------------- | ---------------------- | -------------------- | ------------------- |
| 3 november 1914   | Freiwilliger met Einjährigs Berechtigung | —                    | —                      | —                    | —                   |
| 15 augustus 1915  | Gefreiter                                | —                    | —                      | —                    | —                   |
| 4 december 1915   | Unteroffizier                            | —                    | —                      | —                    | —                   |
| 13 maart 1926     | —                                        | —                    | —                      | —                    | Gauleiter der NSDAP |
| 25 september 1933 | —                                        | SA-Gruppenführer     | —                      | —                    | —                   |
| 11 februari 1935  | —                                        | —                    | —                      | —                    | Reichskommissar     |
| 23 februari 1935  | —                                        | —                    | NSKK-Gruppenführer     | —                    | —                   |
| 9 november 1936   | —                                        | SA-Obergruppenführer | —                      | —                    | —                   |
| 9 november 1937   | —                                        | —                    | —                      | SS-Gruppenführer     | —                   |
| 20 april 1938     | —                                        | —                    | NSKK-Obergruppenführer | —                    | —                   |
| 30 januari 1942   | —                                        | —                    | —                      | SS-Obergruppenführer | —                   |

## Lidmaatschapsnummers
- NSDAP-nr.: 29 361[21] - 33 979[2][23] (lid geworden 1921,[24] hernieuwd lid 9 april 1925)[1][2][18]
- SS-nr.: 289 830[21][2][23] (lid geworden 9 november 1937)[20][18][25]

## Onderscheidingen
Selectie:
- Duitse Orde, 1e Klasse met Lauwerkrans en Zwaarden op 1 oktober 1944[26][18] (Postuum)[27][28][29]
- Ehrenwinkel der Alten Kämpfer[26]
- Gouden Ereteken van de NSDAP[28][18][23][26] (nr.33979)[30]
- Ehrendegen des Reichsführers-SS[21][23] op 1 december 1937[26]
- SS-Ehrenring[23][26]
- Dienstonderscheiding van de NSDAP in zilver[28][18][26]
- Dr. Ignaz Seipel-ring werd op 10 april 1940 hernoemd in de „Josef-Bürckel-ring“[31]
- Kruis voor Oorlogsverdienste, 1e Klasse[23] (2 oktober 1940[18][26] (zonder zwaarden)) en 2e Klasse (1940) met Zwaarden[18][26]
- Erekruis voor Frontstrijders in de Wereldoorlog[28] in 1934[18][26]
- Bloedorde[28]
- Julleuchter der SS in december 1937[18][26]
- Ereteken van de Duitse Verdedigingswal op 23 december 1939[18][26]